# V393 Большой Медведицы
V393 Большой Медведицы (лат. V393 Ursae Majoris) — двойная затменная переменная звезда типа W Большой Медведицы (EW) в созвездии Большой Медведицы на расстоянии приблизительно 1686 световых лет (около 517 парсеков) от Солнца. Видимая звёздная величина звезды — от +13,2m до +12,9m. Орбитальный период — около 0,3621 суток (8,6894 часов).